# 花氷

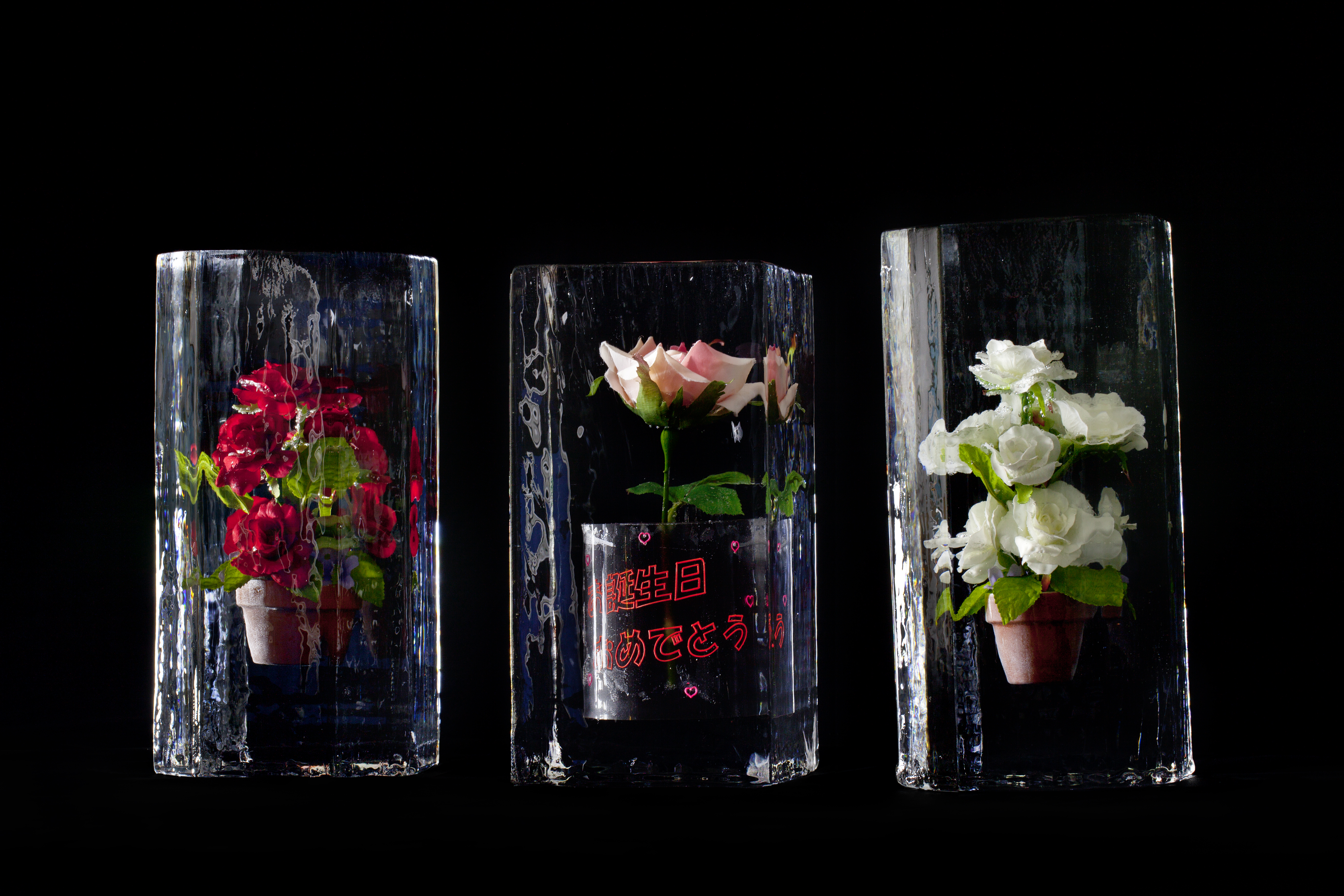
花氷

花氷（はなごおり）は、中に花を入れて凍らせた氷の柱。氷柱、氷中花ともいう。夏の季語。
冷房機が普及していなかった時代、装飾と涼を得る目的をかねてデパートやホテル、レストランなどに置かれたもので、冷房が普及した現在でもイベントやパーティ用に注文される。
氷に不純物が混ざらないよう、水をかき混ぜながら凍らせるため、制作には1週間を費やす。花以外にも彫刻や玩具などを入れた「物入り氷」もある。